# Regeringen Pauli Ellefsen
Pauli Ellefsens regering var Færøernes regering fra 5. januar 1981 til 10. januar 1985. Den var en koalition mellem Sambandsflokkurin (SB), Fólkaflokkurin (FF) og Sjálvstýrisflokkurin (SF), ledet af Pauli Ellefsen (SB). Den var den første rent borgerlige regering på Færøerne siden 1959.
|                                                      | Minister         | Parti | Fra            | Til             |
| ---------------------------------------------------- | ---------------- | ----- | -------------- | --------------- |
| Lagmand                                              | Pauli Ellefsen   | SB    | 5. januar 1981 | 10. januar 1985 |
| Vicelagmand                                          | Anfinn Kallsberg | FF    | 1983           | 10. januar 1985 |
|                                                      | Olaf Olsen       | FF    | 5. januar 1981 | 1983            |
| Ministerium                                          | Minister         | Parti | Fra            | Til             |
| Fiskeri-, og handelsministeriet                      | Anfinn Kallsberg | FF    | 1983           | 10. januar 1985 |
|                                                      | Olaf Olsen       | FF    | 5. januar 1981 | 1983            |
| Skole-, social- og energiministeriet                 | Eilif Samuelsen  | SB    | 5. januar 1981 | 10. januar 1985 |
| Landbrugs-, sundheds-, trafik- og justitsministeriet | Páll Vang        | FF    | 5. januar 1981 | 10. januar 1985 |
| Finans-, kommunal- og kulturministeriet              | Tórbjørn Poulsen | SF    | 5. januar 1981 | 10. januar 1985 |

Under denne regering blev givet omfattende skattelettelser, og ligeledes uddelt licenser til adskillige havbrug på Færøerne.